# باخیارکیاتاق
باخیارکیاتاق (به لاتین: Bakhyarkiyatag) یک منطقه مسکونی سابق در جمهوری آذربایجان است که در شهرستان اوجار واقع شده است.